# NGC 1370
NGC 1370 è una galassia ellittica situata nella costellazione dell'Eridano, a una distanza di circa 45 milioni di anni luce dalla nostra Via Lattea.

## Scoperta
La galassia è stata scoperta il 20 settembre 1796 dall'astronomo britannico di origine tedesca William Herschel.

## Descrizione
Nella galassia sono presenti regioni di idrogeno ionizzato.

## Gruppo di NGC 1370
NGC 1370 è il membro più brillante di un terzetto di galassie che porta il suo nome. Le altre due galassie del Gruppo di NGC 1370 sono NGC 1362 e NGC 1390.
Il Gruppo di NGC 1370 a sua volta fa parte del più vasto Ammasso di Eridano.